# Boaz Weinstein
Pour les articles homonymes, voir Weinstein.
Boaz Weinstein, né en 1973 à New York, est un financier américain réputé pour ses compétences en stratégie d'investissement et en gestion des risques, particulièrement dans le domaine des produits dérivés et des obligations convertibles. Il est le fondateur et dirigeant de Saba Capital Management (en), un fonds spéculatif qu'il a créé en 2009 après une carrière remarquable chez Deutsche Bank, où il a occupé le poste de responsable mondial du trading des produits de crédit. Il est également connu pour ses prouesses en arbitrage de crédit et en gestion d'opportunités complexes sur les marchés financiers, souvent décrites comme une approche audacieuse mais méthodique.
Sa carrière a attiré une attention particulière lors de l'affaire dite de la « baleine de Londres » (en) en 2012, dans laquelle Saba Capital a profité des erreurs stratégiques d'une unité de JPMorgan Chase en spéculant avec succès contre des positions de crédit prises par la banque. Cet épisode a renforcé sa réputation de gestionnaire capable de détecter et d'exploiter les inefficiences des marchés, tout en gérant des milliards de dollars d'actifs pour ses investisseurs. Au-delà de ses activités professionnelles, Weinstein est un passionné d'échecs, participant à des compétitions de haut niveau, ce qui reflète sa capacité à penser stratégiquement dans des environnements compétitifs.

## Biographie

### Jeunesse et éducation
Weinstein est le fils de Giselle et Stanford Weinstein et grandit dans une famille juive dans l'Upper West Side à New York,. Son père possédait un cabinet de courtage en assurance et sa mère, qui avait immigré d'Israël, était traductrice. Il a une sœur aînée nommé Ilana.
Weinstein s'inscrit pour la première fois à un atelier d'échecs à l'âge de cinq ans. À l'âge de seize ans, il est classé Life Master par la Fédération américaine des échecs et est troisième aux États-Unis dans son groupe d'âge.
Weinstein s'intéresse à l'investissement dès son plus jeune âge et est fan de l'émission de télévision Wall Street Week (en), animée par Louis Rukeyser (en), que sa famille regarde tous les vendredis soirs. En tant qu'élève de terminale au Stuyvesant High School de New York, il remporte un concours de sélection d'actions sponsorisé par Newsday, battant environ 5 000 autres élèves,. À 15 ans, il commence à travailler comme stagiaire chez Merrill Lynch, après l'école et pendant l'été,. Il fréquente l'université du Michigan et obtient son diplôme en 1995 avec une licence en philosophie. Pendant un été, il travaille chez Goldman Sachs et est encadré par David Delucia, un associé du cabinet,.

### Carrière
Après avoir obtenu son diplôme universitaire, Weinstein travaille pour Merrill Lynch au bureau de négociation de dettes de la société. En 1997, il rejoint Donaldson, Lufkin & Jenrette (en),, où il est recruté par son premier mentor Delucia qui a été transféré de Goldman Sachs. Weinstein commence à négocier des obligations à taux variable – des obligations à taux d'intérêt variables – au moment où le marché des dérivé de crédits gagne en popularité à Wall Street, changeant ainsi considérablement le fonctionnement de l'industrie financière.

### Deutsche Bank
Weinstein rejoint Deutsche Bank en janvier 1998, suivant plusieurs traders qui rejoignent la société,. Il devient la seule personne de la banque à négocier des credit default swaps (CDS), des polices d'assurance qui paient en cas de défaut de paiement des emprunteurs. Deutsche Bank s'intéresse à l'expansion de ses opérations sur le marché des CDS après avoir acquis Bankers Trust, la société qui a créé les credit default swaps au début des années 1990.
Au cours de sa première année chez Deutsche Bank, Weinstein réalise des gains significatifs pour la banque allemande lors du chaos créé par le défaut de la Russie sur ses prêts et l'effondrement de Long Term Capital Management, un fonds spéculatif fortement endetté. Il est promu vice-président de Deutsche Bank en 1999. Lorsqu'il commence à travailler chez Deutsche Bank, J.P. Morgan est la seule autre grande banque à négocier des CDS et seules quelques transactions par jour ont lieu sur le marché. Une décennie plus tard, la négociation de CDS s'est étendue à un marché de plusieurs milliards de dollars impliquant de nombreuses grandes banques.
Weinstein devient l'un des traders les plus performants sur le marché des dérivés. Ses échanges de CDS prospèrent pendant les périodes les plus volatiles, notamment la crise électrique de 2000–01 en Californie, le scandale Enron de 2001 et le scandale WorldCom de 2002. Weinstein prend la position opposée lorsque les actions de AOL Time Warner chutent à la même période. Pariant correctement que la société ne ferait pas défaut sur ses prêts, il achète des obligations tout en couvrant sa position en vendant à découvert les actions,. Connu sous le nom d'arbitrage de la structure du capital (en), il s'agit de l'une des principales stratégies de Weinstein pour tirer parti des divergences de prix des différents types de titres disponibles à la négociation sur la même société. Il réalise un échange similaire en 2005 avec General Motors en vendant une protection sur la dette de la société à l'aide d'un CDS et en couvrant simultanément sa position en vendant à découvert les actions de la société. L'échange GM semble mal tourner pendant un certain temps lorsque les actions de la société augmentent de manière inattendue tandis que le CDS chute, indiquant une perte des deux côtés. Les positions rebondissent l'année suivante, réalisant un profit sur l'échange pour Deutsche Bank.
En 2001, à l'âge de 27 ans, Weinstein est promu pour devenir l'un des plus jeunes directeurs généraux de l'histoire de Deutsche Bank,. À ce stade, il gère un fonds spéculatif interne au sein de Deutsche Bank avec environ 30 milliards de dollars en positions, et gère également le bureau de négociation de flux. Son groupe de négociation pour compte propre, qu'il nomme Saba en 2007, gagne environ 900 millions de dollars en 2006 et 600 millions de dollars en 2007. Saba aurait apparemment perdu jusqu'à 1,8 milliard de dollars en 2008, la seule année de perte de Weinstein sur ses onze années chez Deutsche Bank. En janvier 2009, il récupère environ 600 millions de dollars.

### Saba Capital Management
En avril 2009, Weinstein embauche 15 membres de son ancienne équipe pour former Saba Capital Management (en), un fonds spéculatif axé sur le crédit et basé dans le Chrysler Building de Manhattan,. Il quitte Deutsche Bank deux mois plus tôt, et son ancien employeur accepte le déménagement des années à l'avance et de devenir l'un des principaux courtiers de Saba. Saba est un mot hébreu signifiant « grand-père » et rend hommage au grand-père de Weinstein, un survivant du ghetto de Varsovie pendant la Seconde Guerre mondiale,.
Saba commence à négocier avec 140-160 millions de dollars en fonds,. En novembre 2010, la société lève 1,8 milliard de dollars en fonds avec lesquels négocier et est en hausse de 10 % cette année-là. En mars 2011, Saba est listée comme le fonds spéculatif à la croissance la plus rapide en 2010 par Absolute Return + Alpha (en). Weinstein est également inclus dans la liste 40 Under 40 de Fortune en 2010 et 2011,.
Weinstein tire profit de la perte boursière de JPMorgan Chase en 2012 (en) lors de l'affaire dite de la « baleine de Londres, ». Le trader Bruno Iksil avait vendu des milliards de dollars de notes pour l'Indice CDS à 10 ans de la Série à Taux d'Intérêt Investment Grade. Remarquant en novembre 2011 que l'indice de prix est inférieur à ce que les modèles de Saba indiquent, Weinstein commence à acheter des CDS sur l'indice bien qu'il ne sache pas à ce moment-là que le vendeur est chez JPMorgan. En février 2012, il recommande à une conférence de gestionnaires de fonds spéculatifs de continuer à acheter car le vendeur continue de vendre. À la fin, JPMorgan a apparemment perdu 6,2 milliards de dollars,. Les gains de Weinstein pour les clients de Saba sont estimés entre 200 millions et 300 millions de dollars et les actifs sous gestion de Saba atteignent un nouveau record de 5,6 milliards de dollars.

## Philanthropie
En 2010, Weinstein dote financièrement la Fondation Tali et Boaz Weinstein pour se concentrer sur l'éducation, avec une attention particulière à la pauvreté, aux causes juives et aux enfants défavorisés de New York,,. En 2012, il finance des travaux de rénovation dans son alma mater, le Stuyvesant High School,.
En mai 2020, les Weinstein font don d'un total de 2 millions de dollars à environ une douzaine d'organisations à but non lucratif luttant contre la violence domestique pendant la pandémie de Covid-19, notamment Sakhi for South Asian Women (en), Arab-American Family Support Center, Womankind (en) et Violence Intervention Program.

## Vie privée
Weinstein est un joueur de poker et de blackjack accompli. Il s'intéresse au blackjack depuis le début des années 1990 et apprend le comptage de cartes après avoir lu Beat the Dealer d'Edward O. Thorp. Il joue souvent avec une équipe secrète de blackjack du Massachusetts Institute of Technology qui est présentée dans le livre Bringing Down the House (en), plus tard adapté au cinéma avec le film Las Vegas 21. Weinstein est apparemment sur la liste noire de plusieurs casinos pour sa réputation à compter les cartes,. En 2005, Warren Buffett l'invite à jouer dans un tournoi de poker de célébrités où Weinstein remporte une Maserati,.
En 2010, Weinstein épouse Tali Farhadian (en) à Manhattan. Le couple a trois filles.
En 2012, Weinstein achète une propriété de 25,5 millions de dollars sur la Cinquième Avenue de Manhattan, appartenant précédemment à Huguette Clark (en),.